# Sancharram
Pour plus de détails, voir Fiche technique et Distribution.
Sancharram - un amour secret (The Journey) (സഞ്ചാരം) est un film indien réalisé par Ligy J. Pullappaly sorti en 2004.

## Synopsis
La jeune Kiran, amoureuse de son amie d'enfance Delilah, ne peut lui dire sa flamme. Découvrant qu'un jeune homme, Rajan, est lui aussi amoureux de Delilah, elle en profite pour écrire à la place de Rajan des lettres révélant son amour.[réf. souhaitée]

## Fiche technique
- Titre original : Sancharram
- Titre français : Sancharram - un amour secret
- Titre international : The Journey
- Réalisation : Ligy J. Pullappally
- Scénario : Ligy J. Pullappally
- Production :
- Langue d'origine : Malayalam
- Pays d'origine : Inde
- Genre : Drame, romance saphique
- Durée : 107 minutes (1 h 47)
- Date de sortie : octobre 2004

## Distribution
- Suhasini V. Nair : Kiran
- Sruthi Menon : Delilah
- K. P. A. C. Lalitha (en) : Amma
- Valsala Menon (en) : Ammachi
- Syam Seethal : Rajan
- Ambika Mohan (en) : la mère de Kiran
- Joy Mathai : Ezhuthachan

## Récompense
Pric Chicago pour Ligy J. Pullappaly au festival international du film de Chicago en 2004.